# Плато мови
Плато мови — група мов з Бенуе-конголезької підсім'ї.
Група складається з низки мов, об'єднаних у 5 підгруп:
- камбарі
- дука
- дакаркарі
- камуку
- реше
- піті
- кахугу
- санга
- бута
- лунду
- кагома
- тарі
- ірігве
- ідонг
- біром
- нінзам
- нунгу
- мабо
- єргам
- башар